# Всероссийский НИИ агролесомелиорации
Федера́льный нау́чный центр агроэколо́гии, ко́мплексных мелиора́ций и защи́тного лесоразведе́ния Росси́йской акаде́мии нау́к (сокращённо — ФНЦ Агроэкологии РАН) — научно-исследовательское учреждение, основными целями которого является получение новых знаний по рациональному использованию сельскохозяйственных угодий, процессам деградации земель (опустынивание, засоление, осолонцевание и др.) и их предотвращению с использованием научно обоснованных видов и объёмов комплексных мелиораций на основе аэрокосмических методов исследований и ГИС-технологий для повышения плодородия почв, устойчивости производства сельскохозяйственной продукции и развития сельских территорий в условиях глобальных и региональных изменений климата, проявления экстремальных природных аномалий.

## История
16 сентября 1931 года в Москве приказом Народного комиссариата земледелия СССР № 003/578 на основании Постановления Совета народных комиссаров СССР от 31 июля 1931 г. № 637 создан Всесоюзный научно-исследовательский институт агролесомелиорации, сокращённо — ВНИАЛМИ. В 1958 году институт переведён из Москвы в Сталинград. Организационно институт находился в подчинении ВАСХНИЛ. В 1992 году в связи с распадом СССР институт переименован во Всероссийским научно-исследовательский институт агролесомелиорации, при этом аббревиатура сохранилась, входил в структуру Российской академии сельскохозяйственных наук.
В сентябре 2014 года институт переименован в ФГБНУ Всероссийский научно-исследовательский агролесомелиоративный институт. В 2016 году на основании приказа руководителя Федерального агентства научных организаций № 20 от 20 января 2016 г. институт был реорганизован в форме присоединения к нему двух ФГБНУ: Поволжского научно-исследовательского института эколого-мелиоративных технологий и Нижне-Волжского научно-исследовательского института сельского хозяйства, и восьми опытных станций системы ВНИАЛМИ, расположенных в различных регионах страны.

## Направления деятельности
Специалистами ВНИАЛМИ разработан ряд предложений по предотвращению процессов деградации и эрозии почв на территории Волгоградской области и Южного федерального округа.
В научном центре работает аспирантура, действует диссертационный совет Д 006.007.01 по защите диссертаций на соискание ученой степени кандидата наук и доктора наук специальностям сельскохозяйственных наук 06.03.03 Агролесомелиорация, защитное лесоразведение и озеленение населенных пунктов, лесные пожары и борьба с ними; 06.03.01 Лесные культуры, селекция, семеноводство.

## Награды
Ряд сотрудников института имеют государственные и правительственные награды.
Заведующие лабораториями Юрий Михайлович Жданов и Николай Семёнович Зюзь, заведующий отделом Владимир Иванович Петров в числе других были награждены Государственной премией СССР в области техники за 1986 год — «за разработку и внедрение методов облесения песков юга и юго-востока европейской части СССР».
Ряду сотрудников института была присуждена Премия Правительства Российской Федерации в области науки и техники за 2000 год — «за разработку научных основ автоматизированного проектирования и практическое применение агролесомелиоративных почвозащитных систем адаптивно-ландшафтного обустройства сельскохозяйственных земель Российской Федерации».

## Руководители
1931—1938 — Николай Иванович Сус
…
1959—1970 — Анатолий Васильевич Альбенский
1971—1973 — Владимир Николаевич Виноградов
1973—1979 — Георгий Петрович Озолин
1979—1995 — Евгений Семёнович Павловский
c 1996—2018 — Константин Николаевич Кулик
c 2018 — Александр Иванович Беляев

## Структура
Научный центр имеет в своём составе следующие филиалы: Калмыцкая научно-исследовательская агролесомелиоративная опытная станция, Нижне-Волжский научно-исследовательский институт сельского хозяйства (Городищенский район, посёлок Областной сельскохозяйственной опытной станции), Клетская научно-исследовательская агролесомелиоративная опытная станция (станица Клетская), Поволжская агролесомелиоративная опытная станция (Самарская область, Волжский район, посёлок Новоберезовский), Поволжский научно-исследовательский институт эколого-мелиоративных технологий, Богдинская научно-исследовательская агролесомелиоративная опытная станция (Астраханская область, город Харабали), Западно-Сибирская агролесомелиоративная опытная станция (Алтайский край, Кулундинский район, посёлок Октябрьский), Нижневолжская станция по селекции древесных пород (город Камышин), Северо-Кавказский филиал, Новосильская зональная агролесомелиоративная опытная станция (Орловская область, город Мценск).
Также в структуре центра имеется десять лабораторий: геоинформационного моделирования и картографирования агролесоландшафтов, анализа почв, исследования агролесоландшафтов и адаптивных систем земледелия, лесной мелиорации и лесохозяйственных проблем, гидрологии агролесоландшафтов и адаптивного природопользования, агроэкологии и прогнозирования биопродуктивности агролесоландшафтов, защиты почв от эрозии, биоэкологии древесных растений, биотехнологий, молекулярной селекции.

## Дендрарий
В 1962 году в Советском районе профессором отдела биологии ВНИАЛМИ П. В. Чернявским был основан дендрологический сад. Площадь парка составляла 21 гектар.
В коллекции были представлены 440 видов деревьев и кустарников, в том числе 19 хвойных, 421 лиственных, 58 гибридов и разновидностей. Экспозиции построены по географическому принципу, выделены сектора: Северная Америка, Европа, Азия. В коллекциях выращивалось 8 видов редких и исчезающих растений. Основными направлениями исследований являлись интродукция и акклиматизация древесных растений, подбор ассортимента для лесозащитных насаждений и озеленения.
В период нахождения Романа Гребенникова на посту главы города дендрарий был практически уничтожен. В 2007 году там было начато строительства гипермаркета «Лента», затем был построен ещё один торговый комплекс. По состоянию на апрель 2011 года ведётся строительство ещё одного крупномасштабного объекта.